# Papua-Nova Guiné nos Jogos Olímpicos de Verão de 1976
Papua Nova Guiné competiu nos Jogos Olímpicos pela primeira vez nos Jogos Olímpicos de Verão de 1976 em Montreal, Canadá.

## Resultados por Evento

### Atletismo
5.000 m masculino
- John Kokinai
  - Eliminatórias — 14:58.33 (→ não avançou)

Maratona masculina
- Tau John Tokwepota — 2:38:04 (→ 56º lugar)

- John Kokinai — 2:41:49 (→ 59º lugar)

### Boxe
Peso Mosca-Ligeiro (– 48kg)
- Zoffa Zarawi
  1. Primeira Rodada — Derrotou Venostos Ochira (UGA), walk-over
  2. Segunda Rodada — Perdeu para Jorge Hernández (CUB), nocaute (terceiro round)